# Nothing Personal

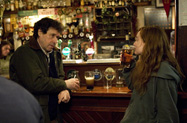
Szene im Pub

Nothing Personal (englisch für „Nichts Persönliches“) ist ein Filmdrama der Regisseurin Urszula Antoniak aus dem Jahr 2009. Premiere war am 14. August 2009 auf den Filmfestival in Locarno, wo der Film mit sechs Preisen ausgezeichnet wurde. Die Schauspielerin Lotte Verbeek war der European Shooting Star 2010. Am 8. April 2010 kam der Film im Verleih von MFA+ FilmDistribution in die deutschen Kinos.

## Handlung
Eine zunächst namenlose junge Niederländerin leert ihre Wohnung und zieht nur mit einem Rucksack und ein paar elementaren Gegenständen wie Zelt und Schlafsack einsam durch Irland. Sie ernährt sich von Abfällen und sucht Kontakt mit Menschen nur zum Zweck des Trampens. Als ein Autofahrer, bei dem sie mitfährt, seine Hose öffnet, springt sie hinaus, reist nur noch zu Fuß weiter und gelangt zu einem abgelegenen Haus auf einer kleinen Landzunge im Meer. Es ist offen und sichtlich bewohnt, aber niemand ist zu Hause. Sie hinterlässt absichtlich Spuren ihres Besuchs und kehrt mit gestohlenen Torfsoden für ein Lagerfeuer zu ihrem abseits aufgeschlagenen Zelt zurück.
Am nächsten Tag sucht sie das Haus wieder auf und lernt den Bewohner kennen, den älteren Eigenbrötler Martin. Er bietet ihr Essen dafür an, dass sie im Garten arbeitet. Sie stimmt zu, verhält sich jedoch sehr abweisend und geht nach dem Abendessen gleich wieder. Martin geht ihr nach und schlägt ihr eine Abmachung vor: Sie bleibt und arbeitet für Essen, ohne jeden persönlichen Kontakt oder persönliche Fragen. Insbesondere weigert sie sich, ihm ihren Namen zu nennen. Ab da pflegt sie seinen Nutzgarten, sammelt Seetang und sticht Torf, kehrt jedoch abends immer wieder in ihr Zelt zurück, bis Martin ihr ein eigenes abschließbares Zimmer im Haus zur Verfügung stellt. Ihre Mahlzeiten stellt er ihr hin, da sie nicht gemeinsam mit ihm essen möchte. Wenn sie nicht arbeiten, lesen sie Bücher oder hören Musik, mehrfach ertönt Schuberts Winterreise. Doch obwohl sie nur das Nötigste miteinander sprechen, entsteht eine Art freundschaftlicher Beziehung. Einmal besuchen sie gemeinsam einen Pub und betrinken sich stark. Es zeigt sich unter anderem, dass Martin erhebliche gesundheitliche Probleme hat. So bittet er sie einmal, nachts über ihn zu wachen, da er befürchtet, im Schlaf zu sterben. Sie ist einverstanden, doch es geschieht nichts.
Als Martin heimlich ihre Taschen durchsucht, findet er in ihrem Führerschein ihren Namen „Anne“ sowie ihre letzte Wohnadresse. Er sucht die noch leere Wohnung auf und findet in einer Bodenritze eine Anstecknadel, die er ihr später übergibt. Auch Anne versucht in Martins Abwesenheit mehr über ihren Gastgeber herauszufinden. Neben diesen heimlichen Brüchen der Abmachung kommt es vermehrt auch zu bewussten zaghaften körperlichen Berührungen.
Eines Morgens findet Anne Martin tot in seinem Bett, neben ihm ein Brief, in dem er sich dafür entschuldigt, sie zurückzulassen, und ihr das Haus mit seinem ganzen Besitz vererbt. Der Brief endet mit den Worten „Ich liebe dich“ auf Irisch-Gälisch („Tá gná agam duit“) und Englisch. Anne ist bestürzt. Sie wickelt den Leichnam in ein Laken und schmiegt sich unbekleidet an ihn, später übergibt sie ihn dem Meer. 
Am Ende des Films sieht man Anne ohne Gepäck durch eine andalusische Stadt laufen. Sie bezieht ein Zimmer in einem Hotel.

## Hintergründe zum Dreh
Die Dreharbeiten zu Nothing Personal fanden hauptsächlich in Connemara, „dem Herz und der Seele von Irland“ (Urszula Antoniak), im Westen Irlands statt. Als Kulisse diente hauptsächlich ein Haus, das ursprünglich der Familie von Oscar Wilde gehörte. „Illaunroe“, wie es genannt wird, ist ein schlichtes Fischerhaus auf einem Meeresarm in „Lough Fee“. Wildes Vater hinterließ das Haus Oscar Wilde und seinem Halbbruder Dr. Henry Wilson. Wilde hatte einmal ein Gedicht über diesen einsamen und friedlichen Ort verfasst und nannte es „Lotus Land“. Ein Fresco aus der damaligen Zeit ist noch immer zu sehen, es wurde von einem Freund Oscar Wildes gemalt. Viele Einrichtungsgegenstände wie Bücher, Karten, Gemälde und Möbel sind noch authentisch. Für Urszula Antoniak besitzt der Ort „eine unglaubliche Ausstrahlung.“
Insgesamt dauerten die Dreharbeiten 26 Tage, zwei Tage davon wurden in den Niederlanden und ein Tag in Spanien, in Vejer de la Frontera, gedreht. Vejer de la Frontera ist eine gut erhaltene Kleinstadt aus dem 12. Jahrhundert, die im Volksmund ‚pueblo blanco‘ genannt wird, weil dort alle Gebäude mit einer sehr leuchtenden weißen Kalkfarbe angestrichen sind.
Urszula Antoniak schrieb allein sechs Monate lang an dem Drehbuch. Die Vor-Produktion dauerte drei Monate, bevor dann sechs Wochen lang gedreht wurde. Abschließend dauerte es noch einmal drei Monate, bis die Produktion beendet war. Über ein Jahr kreative Arbeit stecken in ihrem Filmdebüt.
Bei den Außen-Dreharbeiten in Connemara gab es auf Grund der abschüssigen Landschaft kaum Halt für stehende Kameras. Urszula Antoniak nahm den kompletten Film auf 16 mm Filmmaterial auf. Die Handkamera war manchmal eine Wahl und manchmal ein Muss, einige Drehorte im Hügelland konnten nicht einmal mit einem LKW erreicht werden. Allein der Aufstieg auf den Hügel, von dem das Haus überragt wird, dauerte 40 Minuten. Auch die Licht-Ausrüstung war sehr begrenzt: Da die äußeren Lichtverhältnisse ständig wechselten, war es schwierig, ein gleich bleibendes Licht herzustellen. Die Witterung machte dem Team mehrmals einen Strich durch die Rechnung: Häufige Regenschauer weichten den Boden auf, der Untergrund wurde zu tiefem Matsch verwandelt und das abschüssige Gelände tat das seine dazu, dass die Dreharbeiten immer wieder zu einem besonderen Abenteuer wurden.
Trotz der extremen Bedingungen bezieht Urszula Antoniak in Nothing Personal die Landschaft in besonderem Maße mit ein und macht sie so zum dritten Hauptdarsteller im Film. Die Weite und Größe der Landschaft lässt die Menschen darin fast verschwinden und zu kleinen Punkten am Horizont werden. So wird die Landschaft in Beziehung zu den Personen im Film gesetzt. Nothing Personal erhält damit eine weitere Dimension der Handlung.
Außerdem finden sich in Nothing Personal immer wieder Szenen, in denen die Regisseurin menschliche Gesichter wie eine Landschaft beobachtet, sie gebraucht lange und ruhige Einstellungen. Letztendlich hat Urszula Antoniak immer wieder Drehorte ausgewählt, wie das Haus „Illaunroe“ und die Gegend Connemara, die ihrer Meinung nach eine „gewisse Aura“ besitzen.

### Lotte Verbeek als Anne

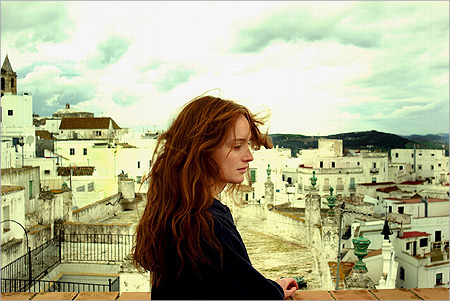
Lotte Verbeek als Anne

Als Vorbereitung für ihre Rolle in Nothing Personal zeigte Urszula Antoniak Lotte Verbeek den Film Vogelfrei („Sans toit ni loi“) von Agnès Varda. Die Hauptdarstellerin in diesem französischen Film von 1985, Sandrine Bonnaire, lebte für Wochen auf der Straße, sie übte regelrecht ihre Rolle als heimatlose Person. Antoniak bat Verbeek, sich für ihre Rolle als Einzelgänger mit einer Methode vorzubereiten, die an Stanislavsky erinnert. (Das „Stanislavsky System“ bezeichnet eine bestimmte Schauspieltheorie die basierend auf den Ideen Constantin S. Stanislavskis von Lee Strasberg weiterentwickelt wurde. Diese Technik sollte dazu dienen, dass der Schauspieler dem Zuschauer so authentisch wie möglich erscheint.) Lotte Verbeek ließ sich darauf ein und so musste sie drei Wochen ohne Musik, Spiegel oder menschliche Gesellschaft verbringen. Verbeek durfte auch kein Filmmaterial von ihrer eigenen Darstellung während der Dreharbeiten sehen.

## Kritiken
- “Urszula Antoniak’s feature debut Nothing Personal was the festival’s big winner”[3]
- „A surprisingly tight debut …“[4]
- „Bottom Line: Solitary characters find a bond in a captivating film about two loners“.[5]
- “Dutch actress Lotte Verbeek brings character and screen appeal to a tricky, underwritten role… ”[6]
- „A beautiful film that tells the story of two solitudes that come together,…..“[7]
- „Sensuality in the conflict between rebellion and wisdom“.[8]
- „Großartig eingebettet in die irische Landschaft, ihre Farben und Naturgeräusche ohne diese selbstzweckhaft auszustellen, sondern sie als Resonanzboden für die innere Befindlichkeit der Protagonisten benutzend erzählt Antoniak leise, aber eindringlich von Schmerz und seiner Überwindung,….“[9]
- „In ihrem konzentrierten, fast archaischen Werk schildert die polnische Regisseurin die Begegnung einer jungen Frau (Lotte Verbeck) und eines alten Mannes (Stephen Rea) – zwei wunde Seelen, die sich in der Einsamkeit und der wilden Natur der irischen Connemara annähern wie zwei scheue Tiere.“[10]
- „Antoniak macht aus ihren beiden Beziehungsverweigerern keine Helden, sie gibt ihnen nicht einmal ein psychologisches Profil, sondern allenfalls eine Kontur.“[11]

## Auszeichnungen
Der Film wurde beim Filmfestival in Locarno 2009 mit sechs Preisen ausgezeichnet (Beste Darstellerin: Lotte Verbeek, Bestes Spielfilmdebüt, Preis der Jugendjury, FIPRESCI-Preis, Cicae Award, Lobende Erwähnung der Ökumenischen Jury). In Utrecht auf dem Niederländischen Film Festival holte Nothing Personal vier Auszeichnungen: Best Film, Best Director, Best Sound Design: Jan Scherma, Best Photography: Daniel Bouquet. Kurz darauf erhielt der Film den Silver Giraldillo Award auf dem 6. Europäischen Filmfestival in Sevilla. Schließlich war Nothing Personal auf den Hofer Filmtagen 2009 sehr erfolgreich. Zuhause in den Niederlanden feierte man Urszula Antoniaks Debüt ebenfalls als einen erfolgreichen Film. Eine besondere Ehre wurde der Hauptdarstellerin des Films Lotte Verbeek zuteil, sie wurde von einer internationalen Jury zum „European Shooting Star 2010“ gewählt. Auf dem Marrakech International Film Festival in Morocco im Dezember 2009 wurde sie für „Best Female Performance“ ausgezeichnet. Die zehn ausgewählten Newcomer wurden am 13. und 14. Februar auf der Berlinale präsentiert. Bei der Verleihung des Europäischen Filmpreises 2010 folgte eine Nominierung für Verbeek als Beste Darstellerin sowie für Antoniak in der Kategorie Bestes Erstlingswerk.